# Məzrə (Ordubad)
Məzrə è un comune dell'Azerbaigian situato nel distretto di Ordubad.